# 산마르코의 말

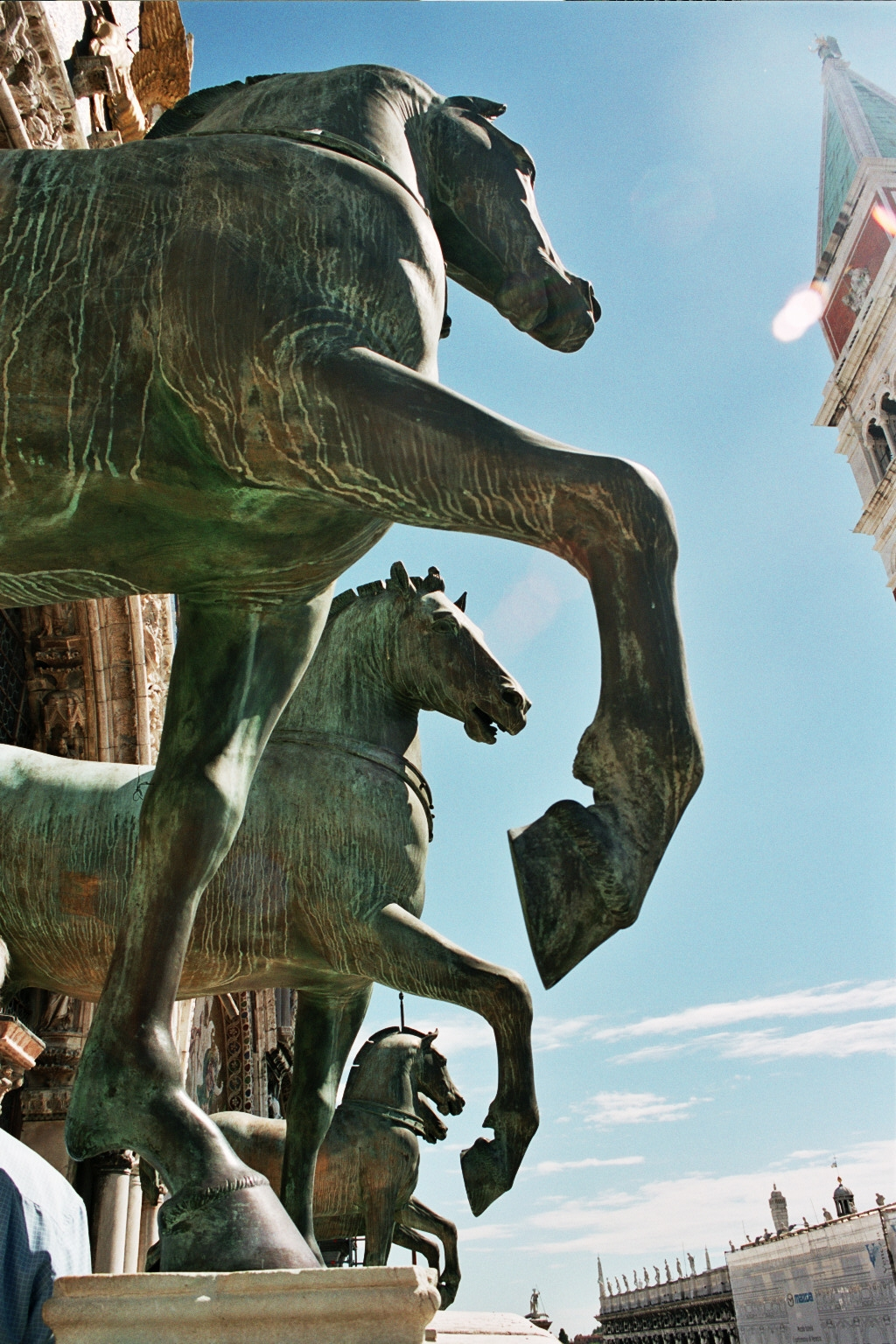
산마르코의 말 복제품

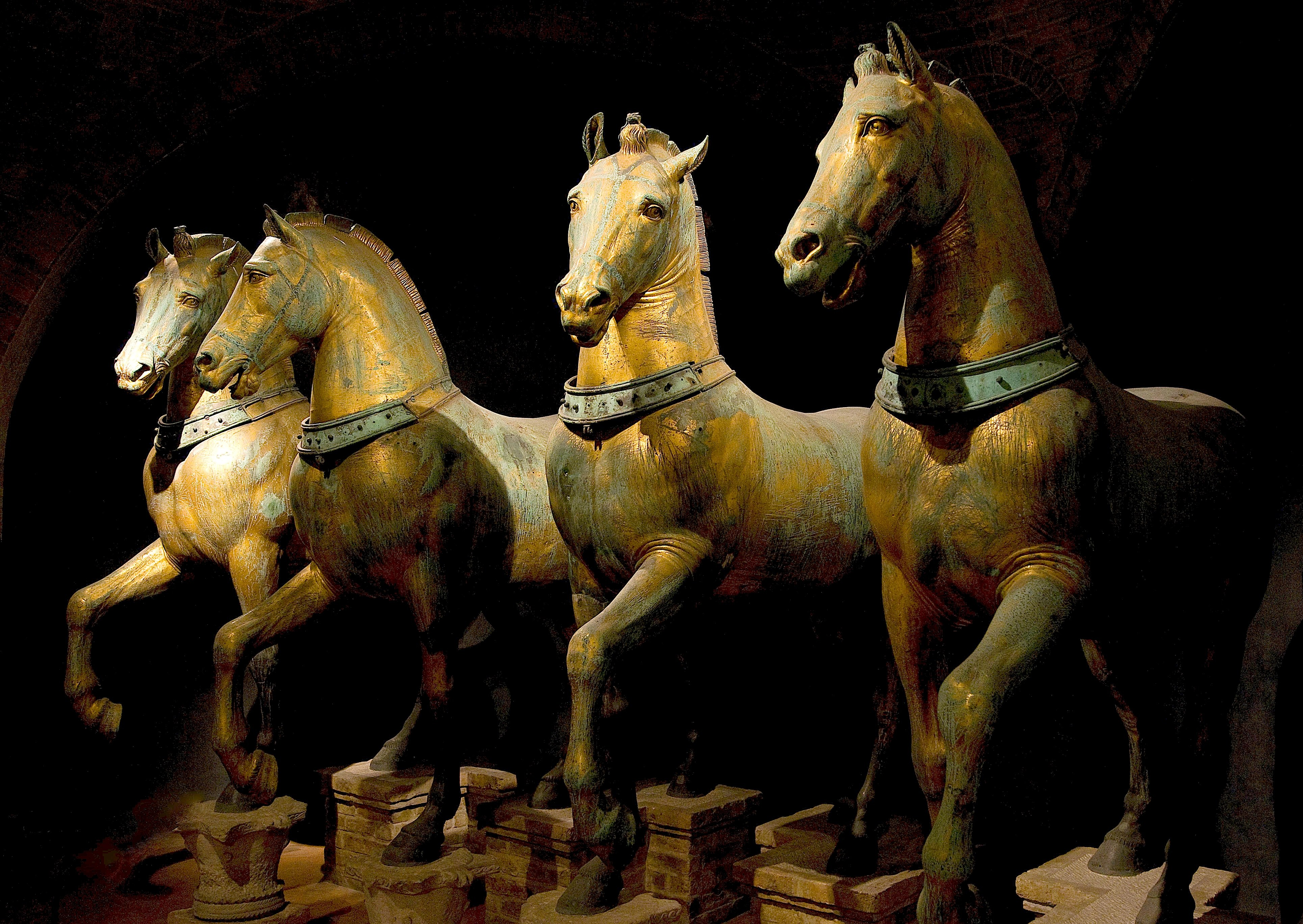
산마르코의 말 원본

산마르코의 말(이탈리아어: Cavalli di San Marco)은 승리의 콰드리가라는 별칭으로 잘 알려진 콰드리가 조각이다. 고대 콰드리가 조각으로는 유일하게 현존하고 있다. 원래는 콘스탄티노플 경마장 건물에 있던 것으로, 현재는 베네치아의 산마르코 대성당에 있다. 1204년 제4차 십자군에 참가한 베네치아 십자군에 약탈당해 산마르코 대성당으로 이동되었다. 1797년 나폴레옹에 의해 파리로 이동되었고 하지만, 1815년에 베네치아에 반환되었다. 대기 오염 때문에 정품은 1980년대에 박물관에 옮겨져 있으며, 현재 산마르코 대성당에 있는 것은 복제본이다.